# Religia w Polsce
Religia w Polsce – w Polsce 72.6% mieszkańców zadeklarowało w spisie powszechnym przeprowadzonym w 2021 roku, że należy do jednego z wyznań religijnych.

## Najnowsze dane statystyczne dotyczące religii w Polsce

### Badanie CBOS – Religijność Polaków w ostatnich dziesięcioleciach (2024)[2]
1. głęboko wierzący (9%)
2. wierzący (78%)
3. raczej niewierzący i zdecydowanie niewierzący (13,0%)

Według deklaracji badanych rozkład przynależności do wyznania wyznania religijnego lub kościoła w Polsce ma kształt: 88,8% (kościół rzymskokatolicki), 2,0% (inne denominacje chrześcijańskie), 0,1% (inne wyznanie), 7,3% (ateizm). Przy czym w tym samym badaniu jako zdecydowanie niewierzący lub raczej niewierzący deklaruje się 14% badanych.
Do jakiego wyznania religijnego/Kościoła Pan(i) należy?
1. 88,8% Kościół rzymskokatolicki
2. 2% Inne denominacje chrześcijańskie
3. 0,1% Inne wyznanie
4. 1,8% Odmowa odpowiedzi
5. 7,3% Brak wyznania (ateizm)

| Związek wyznaniowy                                       | Udział % |
| -------------------------------------------------------- | -------- |
| Kościół rzymskokatolicki                                 | 88,8     |
| Inny obrządek katolicki                                  | 0,2      |
| Prawosławie                                              | 0,5      |
| Protestantyzm i Kościoły tradycji protestanckiej         | 0,4      |
| Inne wyznanie chrześcijańskie, chrześcijaństwo – ogólnie | 0,5      |
| Świadkowie Jehowy                                        | 0,5      |
| Inna religia, inne wyznanie, inny kościół                | 0,1      |
| Brak wyznania                                            | 7,3      |
| Odmowa odpowiedzi                                        | 1,8      |

### Wyniki spisu powszechnego – deklarowane wyznanie (2021)[3]
1. 27 121 331 (71,4%) Kościół rzymskokatolicki
2. 429 530 (1,13%) Inne denominacje chrześcijańskie
3. 9796 (0,03%) Inne wyznanie
4. 7 807 553 (20,6%) Odmowa odpowiedzi
5. 2 611 506 (6,88%) Brak wyznania (ateizm)

| Związek wyznaniowy                                                            | Liczba ludności | Udział % |
| ----------------------------------------------------------------------------- | --------------- | -------- |
| Kościół katolicki obrządku łacińskiego (Kościół rzymskokatolicki)             | 27121331        | 71,30    |
| Kościół prawosławny                                                           | 151648          | 0,40     |
| Świadkowie Jehowy                                                             | 108754          | 0,29     |
| Kościół Ewangelicko-Augsburski                                                | 65407           | 0,17     |
| Kościół katolicki obrządku bizantyjsko-ukraińskiego (Kościół greckokatolicki) | 33209           | 0,09     |
| Kościół Zielonoświątkowy                                                      | 30105           | 0,08     |
| Kościół Starokatolicki Mariawitów                                             | 12248           | 0,03     |
| chrześcijaństwo (ogólna deklaracja wyznaniowa)                                | 8828            | 0,02     |
| Kościół Polskokatolicki                                                       | 6942            | 0,02     |
| Kościół Chrześcijan Baptystów                                                 | 5181            | 0,01     |
| Buddyjski Związek Diamentowej Drogi Linii Karma Kagyu                         | 3236            | 0,01     |
| Kościół Adwentystów Dnia Siódmego                                             | 3129            | 0,01     |
| Pastafarianizm                                                                | 2312            | 0,01     |
| Muzułmański Związek Religijny                                                 | 2209            | 0,01     |
| Wspólnota Kościołów Chrystusowych                                             | 2072            | 0,01     |
| Rodzima Wiara                                                                 | 2039            | 0,01     |
| Kościół Boży w Chrystusie                                                     | 2007            | 0,01     |
| Inna                                                                          | 40343           | 0,11     |
| Brak wyznania (osoby niewierzące)                                             | 2611506         | 6,87     |
| Odmowa odpowiedzi                                                             | 7807553         | 20,53    |

## Historyczne dane statystyczne dotyczące religii w Polsce
Zgodnie z wynikiem badań Instytutu Gallupa z 2014 roku Polska należy do najbardziej religijnych krajów w Europie. W wyznaniach mniejszościowych w zasadzie nie występuje znaczący wzrost liczby członków. Jednak same kryteria członkostwa w Kościele katolickim czy w Polskim Autokefalicznym Kościele Prawosławnym są wyraźnie niewyśrubowane. Wynika stąd, że formalna liczba wyznawców katolicyzmu w żadnym stopniu nie odzwierciedla rzeczywistej aktywności religijnej jego członków ani tym bardziej nie świadczy o internalizacji podstawowych zasad doktrynalnych i moralnych wśród członków tego wyznania. Nastąpił natomiast wyraźny wzrost w grupie osób szeroko rozumianych jako bezwyznaniowe.
Dane GUS na koniec 2011 roku:
1. katolicyzm – 86,9% (gł. Kościół rzymskokatolicki – 86,7%, Kościół greckokatolicki – 0,14%, starokatolicyzm – 0,12%)
2. prawosławie – 1,31% (gł. Polski Autokefaliczny Kościół Prawosławny – 1,31%)
3. protestantyzm – 0,38% (gł. luteranie i ewangelicy reformowani – 0,18%, zielonoświątkowcy – 0,09%, pozostali ewangelikalni chrześcijanie – 0,07%, adwentyści i inne grupy – 0,04%)
4. Świadkowie Jehowy – 0,34%
5. buddyzm – około 0,04%
6. islam – 0,013%
7. rodzimowierstwo – około 0,01%
8. judaizm – 0,004%

## Badania dotyczące przekonań wyznaniowych
Według sondażu Eurobarometru z 2010 roku odpowiedzi mieszkańców Polski na pytania w sprawie wiary były następujące:
- 79% – „Wierzę w istnienie Boga”
- 14% – „Wierzę w istnienie pewnego rodzaju ducha lub siły życiowej”
- 5% – „Nie wierzę w żaden rodzaj ducha, Boga lub siły życiowej”
- 2% – „Nie wiem”.

Zgodnie z sondażem tylko trzy kraje europejskie mają większy odsetek wierzących w Boga: Malta 94%, Rumunia 92% i Cypr 88%, przy średniej europejskiej 51%.
W 2018 r. opublikowano badanie przeprowadzone przez Pew Research Centre, w którym Polska okazała się krajem z największą na świecie różnicą w religijności (definiowaną jako znaczenie religii w życiu) między grupą wiekową 18–39 a 40 i więcej. Różnica ta wynosi 23 punkty procentowe. Jest ona jeszcze większa (29 p.p.), jeśli chodzi o uczestnictwo w nabożeństwach religijnych – 26% dorosłych poniżej 40 r.ż. deklaruje cotygodniowe uczestnictwo w nabożeństwach, w porównaniu do 55% osób w wieku 40 lat i powyżej.

## Dane historyczne

### Rzeczpospolita Obojga Narodów
1791
Według wyliczeń Tadeusza Korzona w 1791 Rzeczpospolita Obojga Narodów z ludnością około 8,8 mln dzieliła się wyznaniowo na: 53,3% rzymskich katolików (4,66 mln), 29,5% grekokatolików (2,6 mln), 10,5% żydów (0,9 mln), 3,4% prawosławnych (300 tys.), 1,7% protestantów (150 tys.), 1,1% prawosławnych staroobrzędowców (100 tys.), 0,6% muzułmanów (50 tys.) i 0,5% ormiańskich chrześcijan (30 tys.).

### II Rzeczpospolita Polska
1921
Źródło: 

1. 63,8% rzymskokatolickie
2. 11,2% greckokatolickie
3. 10,5% prawosławne
4. 3,7% ewangelickie
5. 10,5% mojżeszowe
6. 0,3% inne

| Wyznanie          | Udział % |
| ----------------- | -------- |
| rzymskokatolickie | 63,8     |
| greckokatolickie  | 11,2     |
| prawosławne       | 10,5     |
| ewangelickie      | 3,7      |
| mojżeszowe        | 10,5     |
| inne              | 0,3      |

1930
Źródło: 

1. 64% rzymskokatolickie
2. 10,9% greckokatolickie
3. 12,4% prawosławne
4. 2,7% ewangelickie
5. 9,7% mojżeszowe
6. 0,3% inne

| Wyznanie          | Udział % |
| ----------------- | -------- |
| rzymskokatolickie | 64,0     |
| greckokatolickie  | 10,9     |
| prawosławne       | 12,4     |
| ewangelickie      | 2,7      |
| mojżeszowe        | 9,7      |
| inne              | 0,3      |